# Rovnost (matematika)
Rovnost v matematice je relace neboli vztah, vyjadřující totožnost objektů, které jsou v tomto vztahu. Každý objekt je roven jen sám sobě. Žádné dva různé objekty si nemohou být rovny. 

## Symbol
Symbol rovnosti („=“; „rovná se“) pochází od waleského matematika Roberta Recorda. Ve své knize The Whetstone of Witte z roku 1557 vysvětluje zavedení nového symbolu takto:
To avoid the tediouse repetition of these woordes: „is equalle to“: I will sette as I doe often in woorke use, a pair of paralleles, or Gemowe lines of one lengthe, thus: =, bicause noe .2. thynges, can be moare equalle
(Abych se vyhnul únavnému opakování slov: „je rovno“: používám (místo nich), stejně jako to často dělám při (své) práci, dvojici rovnoběžek nebo dvě úsečky stejné délky, tedy: =, protože žádné dvě věci si nemohou být více rovny)
Symbol „=“ se však po dlouhou dobu nedočkal obecného uznání. Místo něj byly až do 18. století často užívány symboly || nebo æ či œ, pocházející z latinského slova aequalis znamenajícího „(je) rovno“.

## Rovnost vlogice
V predikátové logice se rovnost zavádí jako binární relační symbol, který je v každé struktuře povinně realizován relací identity. Ze syntaktického hlediska je rovnost určena několika axiomy, které se nazývají axiomy rovnosti. Pro nejběžněji užívaný systém logických axiomů predikátové logiky - tzv. Hilbertovský predikátový kalkulus - a jeho nejrůznější varianty jsou axiomy rovnosti tři (přesněji jeden axiom a dvě axiomatická schémata), a to:
1. axiom reflexivity: {\displaystyle x=x}
2. schéma axiomu kongruence vzhledem k relacím: {\displaystyle x_{1}=y_{1},...,x_{n}=y_{n}\rightarrow (R(x_{1},...,x_{n})\rightarrow R(y_{1},...,y_{n}))}, kde n je přirozené číslo a R je n-ární relační symbol.
3. schéma axiomu kongruence vzhledem k funkcím: {\displaystyle x_{1}=y_{1},...,x_{n}=y_{n}\rightarrow F(x_{1},...,x_{n})=F(y_{1},...,y_{n})}, kde n je přirozené číslo a F je n-ární funkční symbol.

Zbylé dvě nejdůležitější vlastnosti rovnosti, které nejsou postulované - symetrii a tranzitivitu - lze snadno odvodit užitím prvních dvou axiomů a pravidla modus ponens.

## Rovnostmnožinatříd
Dvě množiny (třídy) se rovnají právě tehdy, když mají stejné prvky. V případě tříd je to důsledkem konvence o užívání třídových termů resp. (meta)věty o jejich eliminaci. V případě množin je implikace zleva doprava důsledkem druhého axiomu rovnosti (na relaci R(a,b) definovanou jako a ∈ b), implikace zprava doleva se nazývá axiom extenzionality a je jedním z axiomů Zermelo-Fraenkelovy i Gödelovy-Bernaysovy teorie množin.